# Hermann Vogelsang (Politiker, 1879)
Hermann Vogelsang (* 12. Januar 1879 in Essen; † 29. August 1939 ebenda) war ein deutscher römisch-katholischer Gewerkschaftsfunktionär und Politiker (Zentrum).

## Leben
Vogelsang wurde als viertes von dreizehn Kindern eines Berginvaliden geboren und war nach Abschluss der Lehre auf verschiedenen Essener Zechen als Schreiner beschäftigt. Früh engagierte er sich in der christlichen Arbeiterbewegung und wurde 1905 zum Sekretär des Gewerkvereins christlicher Bergarbeiter Deutschlands und 1908 zum Leiter dessen Hauptverwaltung in Essen ernannt. Von 1913 bis 1919 amtierte er als Vorsitzender des Gewerkvereins. Aus dem Ersten Weltkrieg kehrte er schwer verwundet zurück. 1917 zog er als Abgeordneter der Zentrumspartei im Preußischen Landtag ein. 1919 wurde Vogelsang in die verfassungsgebende preußische Landesversammlung gewählt und war nahezu zeitgleich (1919/20) Unterstaatssekretär im Preußischen Wirtschaftsministerium. Danach hatte er die Geschäftsführung beim Rheinischen Braunkohlensyndikat in Köln inne, bis er 1933 aus politischen Gründen entlassen wurde.

## Schriften (Auswahl)
- Geschichte, Verfassung und Verwaltung des Gewerkvereins christlicher Bergarbeiter Deutschlands. Essen 1915, OCLC 250300413.
- Deutschlands Bergarbeiter im Kriege. Mönchengladbach 1917; worldcat.org – archive.org.